# Otterfing
Otterfing er en kommune i Landkreis Miesbach i Regierungsbezirk Oberbayern i den tyske delstat Bayern.

## Geografi
Otterfing ligger i nogle morænebakker i Bayerisches Alpenvorland med udsigt mod Mangfallbjergene. I kommunen ligger ud over Otterfing, landsbyerne Bergham, Heigenkam, Holzham, Palnkam og Wettlkam. Kommunen ligger midt i Oberbayern ved Bundesstraße 13 kun 4 km nord for Holzkirchen. Til Wolfratshausen er der 21 km, til Bad Tölz 22 km, til Gmund am Tegernsee 20 km, til Miesbach 23 km, til Bad Aibling 27 km, til Rosenheim 37 km og til delstatshovedstaden München 30 km.